# Theodor Heinrich Mayer
Theodor Heinrich Mayer (* 27. Februar 1884 in Wien; † 3. November 1949 ebenda) war ein österreichischer Schriftsteller und Apotheker.

## Leben
Er wurde als Sohn eines Apothekers in Wien geboren und trat als junger Mann in dessen Fußstapfen. Er studierte Pharmazie und Chemie an der Universität Wien und promovierte 1910. Schon ab dem Jahr 1908 arbeitete er in der väterlichen Apotheke „Zum heiligen Karl“ in Wien-Landstraße, deren Leitung er 1914 übernahm. Er sah diese Tätigkeit jedoch mehr als Brotberuf, sein eigentliches Interesse galt der Literatur. Schön früh verkehrte er in literarischen Kreisen der damaligen Kaiserstadt. Mit dem Schriftsteller Anton Wildgans verband ihn seit der Jugend eine enge Freundschaft. Mit diesem und anderen Künstler- und Literatenfreunde verbrachte er nicht nur regelmäßig die Sommerfrische in Steinhaus am Semmering, Mayer war es auch, der Wildgans zum Schreiben ermutigte und ihm gemeinsam mit Arthur Trebitsch die Veröffentlichung seines ersten Gedichtbandes „Vom Wege“ im Jahr 1902/1903 finanzierte.
Neben der Literatur begeisterte sich Mayer für die Technik. Er zählte zu den ersten Automobilisten seiner Zeit und war um die Jahrhundertwende ein eifriger Photograph. Der technische Fortschritt und dessen Auswirkung auf das Leben der Menschen, den er in seinen Texten durchaus kritisch und von den Ideen der Soziologie und der noch jungen Psychologie beeinflusst, untersuchte, wurden damals zum Hauptthema seines Schreibens. Nach Ausbruch des Ersten Weltkriegs veröffentlichte er 1915 den Erzählband „Von Menschen und Maschinen“. In der dort enthaltenen Novelle „Ordonanzfahrt“ beschreibt er euphorisch die Kriegsabenteuer im k.u.k. Automobilcorps und stilisiert das Auto zum technischen Kameraden des Soldaten. Später, durch die Dauer des Krieges und dessen Ausgang ernüchtert, wandte sich Theodor Heinrich Mayer erst exotischen Themen zu, etwa in dem Roman Rapanui – Der Untergang einer Welt von 1923, einer erotischen Fabel über die Osterinsel. Später widmete er sich dem historischen Roman, wobei die letzten Jahrzehnte der Habsburgermonarchie einen Schwerpunkt bildeten. Er verfasste mehrere Romane über große Persönlichkeiten dieser vergangenen Epoche, so etwa über den Eisenbahnpionier Carl von Ghega (Die Bahn über den Berg, 1928), Minister Karl Ludwig von Bruck (Minister Bruck, 1929) und General Ludwig von Benedek (Königgrätz, 1931). Im Jahr 1935 veröffentlichte er mitten in der Weltwirtschaftskrise den historischen Roman „Geld ... Geld!“, der in Wien zur Zeit des Gründerkrachs 1873 spielt und eine mit viel Lokalkolorit ausgeschmückte Kritik am Finanzkapitalismus zeichnet.
Im Jahr 1924 hatte Theodor Heinrich Mayer die ererbte Apotheke verkauft, um sich ganz der Literatur zu widmen. Von nun lebte er als freier Schriftsteller und erreichte mit seinen Romanen in Österreich Bekanntheit. Politisch war Mayer in dieser Zeit bürgerlich-liberal und befürwortete wie viele seiner Zeitgenossen einen Anschluss Österreichs an Deutschland. Nach der dortigen Machtergreifung der Nationalsozialisten im Jahr 1933 näherte er sich aber mehr und mehr der Position der katholisch-konservativen Vaterländischen Front an. In der Zeit des Kanzlers Schuschnigg wurde Mayer unter anderen in die Jury mehrerer staatlicher Literaturpreise bestellt. Er war seit 1940 wieder Apotheker, ab 1945 als Leiter der ehemals eigenen Apotheke im 3. Wiener Gemeindebezirk. 1940 beantragte er die Aufnahme in die NSDAP, wurde aber wegen einer Logen-Mitgliedschaft abgelehnt und nur in die Reichsschrifttumskammer aufgenommen.
Nach dem Krieg begann er wieder zu schreiben und veröffentlichte noch einige Novellen und Romane, meist mit der nun wieder politisch genehmen Betonung der österreichischen Heimat als Thema. Anfang 1949 kritisierte er in der ÖAMTC-Zeitschrift auto touring seines Erachtens „engstirnige“  Naturschützer, die ein Infrastrukturvorhaben der Großglockner Hochalpenstraßen AG in der seines Erachtens „völlig uninteressanten“, heute jedoch streng geschützten Gamsgrube verhinderten. 1949 starb er in seiner Heimatstadt Wien. Sein Nachlass an Manuskripten, Filmskizzen und Theateraufsätzen wurde 1975 der Österreichischen Nationalbibliothek übergeben.

## Romane und Novellen
- Von Menschen und Maschinen (1915)
- Typhus (1920)
- Wir (Drama, 1921)
- Prokop der Schneider (1922)
- Rapanui – Der Untergang einer Welt (1923)
- Cyprian der Abenteurer (1924)
- Die Macht der Dinge (Erzählungen, 1924)
- David findet Abissag (1925)
- Der große Stiefel (1926)
- Die letzten Bürger (1927)
- Die Bahn über den Berg (1928)
- Minister Bruck: Das Buch vom Anschluß Österreichs, wie er vor siebzig Jahren hätte sein können und auch heute noch sein kann (1929)
- Tod über der Welt (1930)
- Königgrätz (1931)
- Clown der Welt: Ein Film-Roman (1931)
- Deutscher im Osten (1932)
- Geld ... Geld! (1935)
- Ärzte (1936)
- Der Adjutant des Prinzen (1937)
- Sudeten (1938)
- Vom Gedanken zur Tat. Novellen aus der Geschichte werktätigen Schaffens (1941)
- Menschenland (1947)
- Im ewigen Eis (1949)
- Mariahilferstraße – Alt-Wiener Novellen (1949)